# Volkswagen e-up!
Volkswagen e-up! er en rent eldrevet mikrobil fra Volkswagen, som ligesom den almindelige up! tilhører New Small Family-serien. Bilen blev præsenteret på Frankfurt Motor Show 2009 som prototype, og kom på markedet i november 2013.

## Beskrivelse
e-up! er koncepteret som bybil. Den er bygget således, at tre voksne og et barn kan finde plads i den. Bagagerummet kan rumme 250 til 923 liter. Egenvægten ligger på 1214 kg, hvoraf batteriet vejer 230 kg.

## Teknik
e-up! er forhjulstrukket og drives af en elektromotor med 60 kW (82 hk) ved 2800−12000 omdr./min. Det maksimale drejningsmoment er 210 Nm indtil 2800 omdr./min. Accelerationen fra 0 til 100 km/t tager 12,4 sek., og topfarten er 130 km/t. Rækkevidden ligger om sommeren på 120−165 km, og om vinteren på 80−120 km.
Bilen giver mulighed for rekuperation i fire styrker, som vælges ved hjælp af gearstangen. Dertil kommer muligheden for at betjene e-up! i tre forskellige køreprogrammer: Normal, ECO og ECO+.

### Batteri og opladning
Energien leveres af en Lithium-ion-akkumulator med en kapacitet på 18,7 kWh. Akkumulatoren er opbygget af 17 moduler og 204 celler. Modulerne kan ved en reparation udskiftes enkeltvis. Batteriets samlede vægt ligger på 230 kg. Det kan oplades enten på en ladestation eller i en stikkontakt. Med netladekablet (2,3 kW) tager en opladning til en opladningstilstand på 80 % 7 timer, og til 100 % 9 timer. Med en AC-wallbox (3,6 kW) tager en opladning til 80 % 4 timer og til 100 % 6 timer. Tilslutningsstikket til ladestikket efter Combined Charging System (CCS) er placeret i bilens bageste højre side bag tankklappen. Med jævnstrømsopladningen, som er ekstraudstyr, tager det ifølge fabrikantens opgivelser en halv time at lade batteriet op til 80 %.